# Józsa Krisztián
Józsa Krisztián (Kecskemét, 1973. július 23.) a Szegedi Tudományegyetem Neveléstudományi Intézet Neveléselmélet Tanszékének professzora, intézetvezető-helyettes.

## Életpályája
1996-ban a József Attila Tudományegyetem matematika és fizika szakán diplomázott, ezt követően 2000-ben pedagógiai értékelési szakértő végzettséget szerzett a Szegedi Tudományegyetemen. Az elsajátítási motiváció vizsgálatával foglalkozó PhD értekezését (Az elsajátítási motiváció fejlődése és összefüggése a kognitív alapkészségekkel 4–16 éves korban, témavezető: Nagy József) 2003-ban védte meg. 2004–2007 között Bolyai János Kutatási Ösztöndíjban részesült. 1997-ben Pro Scientia Aranyérmet, 2008-ban Akadémiai Ifjúsági Díjat kapott. 2010-től bekerült a világ legismertebb kutatóit nyilvántartó Who’s Who in the World kötetbe. 2011-ben vendégkutató a Colorado State Universityn. 2012-ben elnyerte a Fulbright professzori ösztöndíjat.
Jelenleg Kecskeméten él családjával, feleségével, Józsa Gabriellával négy gyermeket nevelnek: Rebeka (1999), Csongor (1999), Kristóf (2003), Ráhel (2007).

## Munkássága
Kutatási területei a tanulási motiváció, az olvasás-szövegértés, az óvodás- és kisiskoláskori fejlesztés lehetőségei, a tanulásban akadályozottság.

## Nyelvtudás
- angol
- német
- orosz[3]
- eszperantó[4]

## Díjai, elismerései
- 2016/17-ben International Presidential Fellow az Amerikai Egyesült Államokban
- 2012-ben elnyerte a Fulbright ösztöndíjat az Amerikai Egyesült Államokba
- Who’s Who in the World, Marquis Who’s Who, US (2010-)
- A legjobb nevelés- és oktatáskutatási mű 2012., II. díj., társszerző: Janurik Márta, Hungarian Educational Research Association (2012)
- Akadémiai Ifjúsági Díj, MTA (2008)
- Pro Scientia Aranyérem, MTA (1997)
- XXIII. OTDK I. helyezés (1997)
- TDK I. helyezés és különdíj (1996)

## Főbb publikációi

### Könyvek
- Józsa Krisztián (2015): A számolás fejlesztése 4–8 éves életkorban. Mozaik Kiadó, Szeged
- Józsa Krisztián (2007): Az elsajátítási motiváció. Műszaki Kiadó, Budapest.
- Józsa Krisztián (2006, szerk.): Az olvasási képesség fejlődése és fejlesztése. Dinasztia Tankönyvkiadó, Budapest.
- Nagy József, Józsa Krisztián, Vidákovich Tibor és Fazekasné Fenyvesi Margit (2004): Az elemi alapkészségek fejlődése 4–8 éves életkorban. Mozaik Kiadó, Szeged.
- Nagy József, Józsa Krisztián, Vidákovich Tibor és Fazekasné Fenyvesi Margit (2004): DIFER Programcsomag: Diagnosztikus fejlődésvizsgáló és kritériumorientált fejlesztő rendszer 4-8 évesek számára. Mozaik Kiadó, Szeged.
- Józsa Krisztián (2003): Idegen nyelvi készségek fejlettsége angol és német nyelvből a 6. és 10. évfolyamon a 2002/2003-as tanévben. Függelék: országos adatok, statisztikák. Országos Közoktatási Értékelési és Vizsgaközpont, Budapest.

### Könyvfejezetek
- Józsa Krisztián és Kis Noémi (2016): Az Elsajátítási motiváció kérdőív szerkezeti validitásának vizsgálata megerősítő faktoranalízissel. In: Tóth Péter és Holik Ildikó (szerk.): Új kutatások a neveléstudományokban 2015, ELTE Eötvös Kiadó, Budapest. 41–52.
- Fazekasné Fenyvesi Margit, Zentai Gabriella és Józsa Krisztián (2015): A beszédhanghallás fejlesztése tanulásban akadályozott gyermekek esetében. In: Tóth Zoltán (szerk.): Új kutatások a neveléstudományokban 2014. Oktatás és Nevelés – Gyakorlat és tudomány. MTA Pedagógiai Tudományos Bizottsága, Budapest. 119–130.
- Józsa Krisztián, Hricsovinyi Julianna és Szenczi Beáta (2015): Számítógép-alapú Elsajátítási motiváció kérdőívek validitása és reliabilitása. In: Csapó Benő és Zsolnai Anikó (szerk.): Online diagnosztikus mérések az iskola kezdő szakaszában. Oktatáskutató és Fejlesztő Intézet, Budapest. 123–146.
- Józsa Krisztián, Fazekasné Fenyvesi Margit, Szenczi Beáta és Szabó Ákosné (2015): Tanulásban akadályozott és tipikusan fejlődő gyermekek szóolvasási készségének, szövegértésének és olvasási motivációjának fejlődése. In: Lányiné Engelmayer Ágnes, Győri Miklós (szerk.): Gyógypedagógiai lélektan. Akadémiai Kiadó, Budapest. 181–204.
- Józsa Krisztián (2013): Az elsajátítási motiváció életkori változása egy longitudinális vizsgálat tükrében. In: Molnár Gyöngyvér és Korom Erzsébet (szerk.): Az iskolai sikerességet befolyásoló kognitív és affektív tényezők értékelése. Nemzedékek Tudása Tankönyvkiadó, Budapest. 85–104.
- Fazekasné Fenyvesi Margit és Józsa Krisztián (2012): Egy példa a készségfejlesztés gyakorlatára: a beszédhanghallás fejlesztésének módszerei és eredményei. In: Takács Márta és Czékus Géza (szerk.): Könyv-Kommunikáció-Kompetencia. [E-könyv, 1–10.] Újvidéki Egyetem Magyar Tannyelvű Tanítóképző Kara, Szabadka.
- Janurik Márta és Józsa Krisztián (2012): A zenei képességek fejlődése és összefüggése néhány alapkészséggel – egy három hónapos zenei fejlesztő kísérlet eredményei. In: Kozma Tamás és Perjés István (szerk.): Új kutatások a neveléstudományokban 2011. MTA Pedagógiai Tudományos Bizottsága, ELTE Eötvös Kiadó, Budapest. 63–80.
- Józsa Krisztián és Steklács János (2012): Az olvasás tanításának tartalmi és tantervi szempontjai. In: Csapó Benő és Csépe Valéria (szerk.): Tartalmi keretek az olvasás diagnosztikus értékeléséhez. Nemzeti Tankönyvkiadó, Budapest. 137–188.
- D. Molnár Éva, Molnár Edit Katalin és Józsa Krisztián (2012): Az olvasásvizsgálatok eredményei. In: Csapó Benő (szerk.): Mérlegen a magyar iskola. Nemzeti Tankönyvkiadó, Budapest. 17–81.
- Józsa Krisztián és Fejes József Balázs (2012): A tanulás affektív tényezői. In: Csapó Benő (szerk.): Mérlegen a magyar iskola. Nemzeti Tankönyvkiadó, Budapest. 367–406.
- Józsa Krisztián (2011): Híd a többségi és a gyógypedagógia között: a DIFER Programcsomag. In: Papp Gabriella (szerk.): A diagnózistól a foglalkozási rehabilitációig. Eötvös Kiadó, Budapest. 37–58.
- Józsa Krisztián, Szenczi Beáta és Hricsovinyi Julianna (2011): A tanulási motiváció számítógép-alapú mérési lehetőségei. In: Csapó Benő és Zsolnai Anikó (szerk.): Kognitív és affektív fejlődési folyamatok diagnosztikus értékelésének lehetőségei az iskola kezdő szakaszában. Nemzeti Tankönyvkiadó, Budapest. 147–171.
- Józsa Krisztián és Fejes József Balázs (2010): A szociális környezet szerepe a tanulási motiváció alakulásában: a család, az iskola és a kultúra hatása. In: Zsolnai Anikó és Kasik László (szerk.): A szociális kompetencia fejlesztésének elméleti és gyakorlati alapjai. Nemzeti Tankönyvkiadó, Budapest. 134–162.
- Józsa Krisztián és Steklács János (2010): Új utak az olvasástanítás kutatásában – nemzetközi és hazai áttekintés. In: Szávai Ilona (szerk.): Az olvasás védelmében. Pont Kiadó, Budapest. 41–89.
- Fazekasné Fenyvesi Margit és Józsa Krisztián (2009): Tanulásban akadályozott, alsó tagozatos gyermekek beszédhanghallása. In: Marton Klára (szerk.): Neurokognitív fejlődési zavarok vizsgálata és terápiája. Példák a Bizonyítékon Alapuló Gyakorlatra. Eötvös Kiadó, Budapest. 151–176.

#### Könyvfejezetek angol nyelven
- Józsa Krisztián (2014): Developing new scales for assessing English and German language mastery motivation. In: Horváth József és Medgyes Péter (szerk.): Studies in honour of Marianne Nikolov. Lingua Franca Csoport, Pécs. 37–50.
- Józsa Krisztián és D. Molnár Éva (2013): The relationship between mastery motivation, self-regulated learning and school success: A Hungarian and wider European perspective. In: Barrett, K. C., Fox, N. A., Morgan, G. A., Fidler, D. J. és Daunhauer, L. A. (szerk.): Handbook of self-regulatory processes in development: New directions and international perspectives. Taylor & Francis, New York and London. 265–304.
- Józsa Krisztián és Steklács János (2012): Content and curriculum aspects of teaching and assessment of Reading. In: Csapó Benő és Csépe Valéria (szerk.): Framework for diagnostic assessment of reading. Nemzeti Tankönyvkiadó, Budapest. 129–182.
- Józsa Krisztián, Steklács János, Hódi Ágnes, Csíkos Csaba, Adamikné Jászó Anna, Molnár Edit Katalin, Nagy Zsuzsanna és Szenczi Beáta (2012): Detailed framework for the diagnostic assessment of reading. In: Csapó Benő és Csépe Valéria (szerk.): Framework for diagnostic assessment of reading. Nemzeti Tankönyvkiadó, Budapest. 215–305.

### Tanulmányok
- Józsa Krisztián, Fiala Szilvia és Józsa Gabriella (2017): A klasszikus és a kortárs szövegek feldolgozásának hatása az olvasás affektív tényezőire: egy irodalomtanítási kísérlet tapasztalatai. Anyanyelv-pedagógia, 10. 1. sz. DOI: 10.21030/anyp.2017.1.2
- Badó Zsolt és Józsa Krisztián (2017): A gimnáziumi felvételi vizsga eredményének és a gimnáziumi tanulás sikerességének kapcsolata. Új Pedagógiai Szemle, 67. 1–2. sz. 39–54.
- Janurik Márta és Józsa Krisztián (2016): Zene és tanulás. Parlando, 58. 1. sz. 4. p. http://www.parlando.hu/2016/2016-1/Janurik_Jozsa.pdf
- Józsa Krisztián (2016): Kihívások és lehetőségek az óvodai fejlesztésben. Iskolakultúra, 26. 4. sz. 59–74.
- Janurik Márta és Józsa Krisztián (2016): A zenei képességek összefüggése a DIFER készségekkel óvodáskorban. Neveléstudomány: Oktatás – Kutatás – Innováció, 4. 1. sz. 49–69.
- Janurik Márta és Józsa Krisztián (2016): Enyhén értelmi fogyatékos gyermekek zenei képességének fejlettsége. Magyar Pedagógia, 106. 1. sz. 25–50.
- Janurik Márta és Józsa Krisztián (2016): Zene és tanulás. Tanító, 54. 1. sz. 21–24.
- Józsa Krisztián és Csordásné Anda Éva (2015): Számolás- és memóriafejlesztés. Tanító, 53. 9. sz. 25–29.
- Józsa Krisztián és Zentai Gabriella (2015): Gondolkodást fejlesztünk? – Hogyan tegyük? Tanító, 53. 8. sz. 27–30.
- Józsa Krisztián és Csordásné Anda Éva (2015): Lépések az eredményesebb matematikatanítás felé alsó tagozatban. Tanító, 53. 7. sz. 25–27.
- Fazekasné Fenyvesi Margit és Józsa Krisztián (2015): Az elmélet és a gyakorlat szintézise a fejlesztő programokban: a beszédhanghallás készsége. Neveléstudomány: Oktatás – Kutatás – Innováció, 3. 1. sz. 64–76.
- Fazekasné Fenyvesi Margit és Józsa Krisztián (2014): Az elmélet és a gyakorlat szintézise a fejlesztő programokban: a beszédhanghallás készsége. Fejlesztő Pedagógia, 25. 3. sz. 9–14.
- Janurik Márta és Józsa Krisztián (2013): A zenei képességek összefüggése a DIFER készségekkel óvodáskorban. Magyar Pszichológiai Szemle
- Józsa Krisztián, Fazekasné Fenyvesi Margit, Szenczi Beáta és Szabó Ákosné (2014): Tanulásban akadályozott és tipikusan fejlődő gyermekek szóolvasási készségének, szövegértésének és olvasási motivációjának fejlődése. Magyar Pszichológiai Szemle, 69. 1. sz. 181–204.
- Józsa Gabriella és Józsa Krisztián (2014): A szövegértés, az olvasási motiváció és a stratégiahasználat összefüggése. Magyar Pedagógia, 114. 2. sz. 67–89.
- Kis Noémi és Józsa Krisztián (2014): A kiskamaszok és szüleik vélekedése a szülő-gyermek viszonyról. Iskolakultúra, 24. 2. sz. 19–34.
- Zentai Gabriella, Fazekasné Fenyvesi Margit és Józsa Krisztián (2013): Tanulásban akadályozott és többségi gyermekek rendszerező képességének fejlődése. Iskolakultúra, 23. 11. sz. 131‒145.
- Janurik Márta és Józsa Krisztián (2013): A zenei képességek fejlődése 4 és 8 éves kor között. Magyar Pedagógia, 113. 2. sz. 75–99.
- Józsa Krisztián és Imre Ildikó Andrea (2013): Az iskolán kívüli angol nyelvű tevékenységek összefüggése a nyelvtudással és a nyelvtanulási motivációval. Iskolakultúra, 23. 1. sz. 38–51.
- Fazekasné Fenyvesi Margit és Józsa Krisztián (2012): A beszédhanghallás és a beszédhiba összefüggése tanulásban akadályozott gyermekek esetében. Gyógypedagógiai Szemle, 40. 1. sz. 1–13.
- Józsa Krisztián és Hricsovinyi Julianna (2011): A családi háttér szerepe az óvoda-iskola átmenet szelekciós mechanizmusában. Iskolakultúra, 21. 6–7. sz. 12–29.
- Józsa Krisztián és Steklács János (2009): Az olvasástanítás kutatásának aktuális kérdései. Magyar Pedagógia, 109. 4. sz. 365–397.

#### Tanulmányok angol nyelven
- Józsa Krisztián és Morgan, George A. (2015): An Improved Measure of Mastery Motivation: Reliability and Validity of the Dimensions of Mastery Questionnaire (DMQ 18) for Preschool Children. Hungarian Educational Research Journal, 5. 4. sz. 1–22. 1–22. DOI: 10.14413/HERJ2015.04.08
- Józsa Krisztián, Wang Jun, Barrett Karen és Morgan, George A. (2014): Age and cultural differences in self-perceptions of mastery motivation and competence in American, Chinese, and Hungarian school-age children. Child Development Research.
- Józsa Krisztián és Morgan, George A. (2014): Developmental changes in cognitive persistence and academic achievement between grade 4 and grade 8. European Journal of Psychology of Education. 29. 3. sz. 521–535. DOI: 10.1007/s10212-014-0211-z
- Janurik Márta és Józsa Krisztián (2012): Findings of a three months long music training programme. Hungarian Educational Research Journal, 2. 4. sz. DOI 10.5911/HERJ2012.04.01

### Bírálati rendszerű nemzetközi konferenciaanyagok
- Józsa, K., Barrett, K. C., és Morgan, G. A. (2017): A Computer based Assessment of Mastery Motivation for Young Children: Reliability and Validity of a New Measure. Accepted paper at Society for Research on Child Development konferenciáján: 2017 SRCD Biennial Meeting - April 6-8, 2017, Austin, Texas
- Barrett, K. C., & Józsa, K. (2016, July): Computer Tablet Assessment of Executive Functions and their Relations to School Readiness and Socioemotional Health in Hungarian and American Children (Symposium paper). In: ISSBD (szerk.): 24th Biennial Meeting of the International Society for the Study of Behavioural Development, July 10-14, 2016 Vilnius, Lithuania. Final Program. 188.
- Józsa, K., Barrett, K. C., & Morgan, G. (2016, July): New Computer Based Assessment of Mastery Motivation for Young Children (Symposium paper). In: ISSBD (szerk.): 24th Biennial Meeting of the International Society for the Study of Behavioural Development, ISSBD, July 10-14, 2016 Vilnius, Lithuania. Final Program. 178.
- Hwang, A-W., Wang, J., Józsa, K., Liao, H-F., Wang, P-J. és Morgan, G. A. (2016, June): Cross-Cultural Validation of the Factor Structure of the Dimensions of Mastery Questionnaire in Preschool Children: A Multi-Group Invariance Analysis. International Society on Early Intervention (ISEI) Conference, June 8-10, 2016 Stockholm, Sweden. (Symposium paper)
- Józsa, K., Barrett, K. C., Stevenson, C., & Morgan, G. A. (2016, June): A New Computer-Tablet Assessment of Mastery Motivation for Preschool Children. International Society on Early Intervention (ISEI) Conference, June 8-10, 2016 Stockholm, Sweden. (Symposium paper)
- Lee, P.-T. Barrett, K. Józsa, K., Stevenson, C. and Morgan, G. A. (2016): Mastery motivation and executive function of young children in the US and Hungary. Society for Research in Human Development 20th Biennial Conference March 17 – 19, 2016, Denver, Colorado
- Dillard, M., Barrett, K. C., Morgan, G. A., Stevenson, C., Józsa, G., és Józsa, K. (2015, May): Assessing school readiness using fun, age-appropriate computer tablet games. Poster for CSU Ventures Innovation Symposium. Fort Collins, CO
- Stevenson, C., Morgan, G. A., és Józsa, K. (2015, April): Game-Like, Computer-Based Tasks to Assess Mastery Motivation and Executive Function for School Readiness. Presented as a workshop at the 2015 Rocky Mountain Early Childhood Conference, Denver, CO
- Józsa Krisztián és Morgan, A. George (2014, Oct.): Preschools and school readiness in Hungary and the U.S.: Issues related to the motivational aspects of readiness. Critical Questions in Education Conference, Louisville, KY
- Józsa Krisztián Morgan, A. George, Barrett, Karen és Dillard, Amamda (2014, Oct.): Mastery Motivation and Executive Function in American and Hungarian 4 to 8 year-old Children. Critical Questions in Education Conference, Louisville, KY
- Wang Jun, Józsa Krisztián és Morgan A. George (2014): The Dimensions of Mastery Questionnaire (DMQ) Revised: Measurement Invariance across Children in US, China, and Hungary. Developmental Psychology Research Group. Biennial Research Retreat. Colorado, USA
- Wang Jun, Józsa Krisztián és Morgan A. George (2014): The Dimensions of Mastery Questionnaire (DMQ) Revised: Measurement Invariance across Children and Adolescents in US, China, and Hungary. 2014 SRA Biennial Meeting. March 20–22, Austin, TX, USA
- Wang Jun, Józsa Krisztián és Morgan A. George (2012): Developmental changes in mastery motivation in American, Chinese, and Hungarian Children. Program and Proceedings of the Developmental Psychology Research Group, 17th Biennial Research Retreat. Morrison, Colorado, USA. May 7–8, 2012. 20–21.
- Józsa Krisztián és Morgan A. George (2012): Filtering out invalid respondents based on the analysis of negative statements in Likert-scale questionnaires. Society for Research in Child Development. 2012 Themed Meeting: Developmental Methodology. Tampa, Florida, USA. February 9–11, 2012
- Szenczi Beáta és Józsa Krisztián (2010): Moderating effects of achievement measures on the relationship between academic self-concept and academic achievement. Presented at the 12th International Conference on Motivation, Porto, Portugalia, September 2–4, 2010. In: Lemos M., Goncalves, T., Verissimo, L. és Meneses, H. (szerk.): Motivation: New Directions in Mind. Book of Abstracts. 150–151.
- Janurik Márta, Józsa Krisztián és Szenczi Beáta (2010): Relationships between musical abilities and basic skills essential for school-based learning at the age of 4 and 5. Paper presented at the EARLI-SIG-5 Meeting „Learning and Development in Early Childhood“ 23–25. August in Lucerne, Switzerland
- Janurik Márta, Józsa Krisztián és Szenczi Beáta (2010): Development of musical abilities between ages 4 and 7. Paper presented at the EARLI-SIG-5 Meeting „Learning and Development in Early Childhood“ 23–25. August in Lucerne, Switzerland
- Józsa Krisztián és Csordásné Anda Éva (2010): Improvement of mathematics skills among disadvantaged first grade students: application of the MATANDA. Presented at the EARLI-SIG-5 Meeting „Learning and Development in Early Childhood“ 23–25. August in Lucerne, Switzerland